# Aimoin
Aimoin z Fleury (950-1008) – kronikarz francuski, który urodził się w Villefranche-de-Lonchat i w młodości wstąpił do klasztoru Fleury (obecnie Saint-Benoît-sur-Loire), gdzie spędził większość życia. Jego nauczycielem był św. Abbon, któremu Aimoin był bardzo oddany. 
Jest uważany za autora dzieła Historia Francorum (Libri V de Gestis Francorum), jednak tylko jego autorstwo trzech pierwszych ksiąg jest niezaprzeczalne. Jest także autorem żywota swojego nauczyciela, stanowiącej istotne źródło informacji historycznych o panowaniu Roberta II, zwłaszcza o jego relacjach z papiestwem.